# Ambrozije Šarčević
Ambrozije „Boza“ Šarčević (in ungarischen Quellen: Sárcsevics Ambrus) (* 30. März 1820 in Subotica; † 29. November 1899) war ein Schriftsteller, Übersetzer, Lexikograph, Publizist und Autor kroatischer Herkunft (aus der Gruppe der Bunjewatzen) aus der Batschka.
Er bestand das Abitur am Gymnasium in Subotica. Danach studierte er Philosophie und Rechte in Budapest, Großwardein (Oradea) und Fünfkirchen (Pécs). Danach arbeitete er als Richter, Lehrer, Stenographist, Gespanschaftsanwalt und Stadtarchivar.
Šarčević arbeitete in Klausenburg (Cluj-Napoca) und Pressburg (Bratislava), die damals zu Ungarn gehörten. Von 1848 bis 1860 arbeitete er in Bacsalmas als Kleingebietsrichter. 1860 ging er nach Subotica zurück, wo er bis zu seinem Tod blieb.
Er war der Gegner der Ungarischen Revolution, wie andere angesehene Kroaten von dort, Bischof Ivan Antunović, Vinko Somborčević, Baron Josip Rudić Aljmaški und andere.
Er arbeitete mit der Bunjevačke i šokačke novine zusammen, wo er die Polemiken über die sprachliche Gleichberechtigung, interethnische Beziehungen und die Außenpolitik in Ungarn schrieb.
Ambrozije Šarčević starb am 29. November 1899 im Alter von 79 Jahren.
Seit 1971 hat Šarčević ein Denkmal in Subotica (von Ivan Meštrović).

## Werke
- Zbirka mudrih i poučnih izrekah, 1869 (zusammen mit Alba M. Kuntić in Počeci borbe za preporod bačkih Bunjevaca: jedan uspeh akcije kneza Mihaila i Ilije Garašanina za nacionalno oslobođenje i ujedinjenje )

- Magyar-Délszláv Közigazgatási és Törvenykezési M szótár. Magyar-Délszláv resz. Magjarsko-Jugoslavenski politični i pravosudni Riečnik. Magjarsko-Jugoslavenski dio., 1870
- Tolmač izvornih, književnih i zemljopisnih jugoslavenskih riči, 1870
- Politični i pravosudni riečnik
- Elemi népiskolai Magyar-Bunyevácz-Sokácz Szótár. A bunyevácz-sokácz ajkúak népiskoláiban, a tanítóknak magyar nyelven vezetett tanítása és a növendékek alapos tanulása és okulása megkönnyítésére irta és kiadta, 1893
- Magyar-Szerb-Horvát-Sokácz Könyvészeti Szótár, 1894

Er übersetzte auf Ungarisch das Buch von Miloš Popović Nacionalno pitanje u Mađarskoj sa srpskog stanovištva in 1865.

## Werke über Šarčević
- Ante Sekulić: Ambrozije Šarčević i njegova dva rječnika, Filologija. Knj. 10 (1980.-1981.)
- Ante Sekulić in Ambrozije Šarčević (1820-1899), 1993.
- Josip Buljovčić: Leksikografski rad Ambrozija Šarčevića, Klasje naših ravni, 1-2/2002.

Ungarischer Akademiker István Nyomárkay schrieb auch die Werke über Šarčević.